# Diana Dors
Diana Dors (23 de octubre de 1931 – 4 de mayo de 1984) fue una actriz, cantante y símbolo sexual inglesa.[cita requerida]

## Biografía

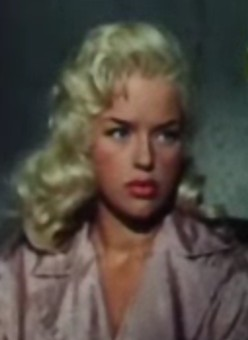
Dors en The Unholy Wife (1957).

Su verdadero nombre era Diana Mary Fluck, y nació en Swindon, Inglaterra; estudió en la Colville House de Swindon.
Posteriormente Diana Dors estudió en la LAMDA, y a los 16 años tenía contrato con la Organización Rank, actuando en muchos de sus filmes. A partir de cierto momento su apariencia se hizo marcadamente similar, si no idéntica, a la de Marilyn Monroe, interpretando a menudo papeles de personajes que sufrían un amor no correspondido, quizás un desafortunado paralelo con su vida privada. Fue considerada el equivalente inglés de las actrices rubias y sensuales de Hollywood, representadas por "Las Tres 'Ms'"  Jayne Mansfield, Mamie Van Doren y Marilyn Monroe.
Aunque tuvo una buena capacidad interpretativa, ésta no se aprovechó plenamente, pues la mayor parte de su trabajo posterior estaba formado por comedias de tema sexual con escenas que lindaban con el porno softcore. A pesar de todo, su éxito fue tal que, a los 20 años de edad era la propietaria más joven en el Reino Unido de un Rolls-Royce.
Según los cinéfilos, su mejor trabajo como actriz fue en el papel de asesina en la película de 1956 Yield to the Night. Interpretó a otros personajes repulsivos en títulos como The Ghosts, The Unholy Wife, y Timon of Athens.
En el verano de 1961 filmó un episodio de The Alfred Hitchcock Show (basado en la historia de Robert Bloch "The Sorcerer's Apprentice", e interpretado junto a Brandon De Wilde) que fue tan truculento que no se estrenó hasta muchos años después.

## Grabaciones
Las primeras grabaciones de Diana Dors aparecieron en un sencillo editado por HMV Records en 1951. Los temas eran "I Feel So Mmmm" y "A Kiss And A Cuddle (And A Few Kinds Words From You)". HMV también editó partituras con fotos sensuales de Diana en la carátula. También cantó "The Hokey Pokey Polka" en la banda sonora del film de 1954 As Long As They're Happy.
Diana Dors solo grabó un álbum completo, Swinging Dors, para Columbia Records en 1960. El LP fue comercializado originalmente en vinilo rojo. La orquesta estaba dirigida por Angela Morley. Swinging Dors era, obviamente, un álbum de swing, y Dors cantaba con una voz agradable y natural.
En 1964 grabó un sencillo para el sello Fontana Records, It's Too Late/So Little Time. En 1966 hizo lo mismo para PolyGram con el tema Security/Gary, y en 1977 grabó otro más, esta vez para EMI, "Passing By"/"It's A Small World". En 1982, ya afectada de cáncer, grabó un nuevo sencillo, para el sello Nomis, "Where Did They Go"/"It's You Again" (un dueto con su hijo, Gary Dors).

## Familia
Dors se casó en tres ocasiones. Sus matrimonios fueron:
- Con Dennis Hamilton (3 de julio de 1951 - 3 de enero de 1959, fecha en la que él falleció)
- Con Richard Dawson, (Hogan's Heroes, Family Feud), (12 de abril de 1959-1966, divorciados). Tuvieron dos hijos, Mark Dawson y Gary Dawson.
- Con el actor Alan Lake (23 de noviembre de 1968 – fallecimiento de la actriz). Tuvieron un hijo, Jason Lake.

## Fallecimiento
Diana Dors falleció el 4 de mayo de 1984 en Windsor (Inglaterra) a causa de un cáncer de ovario diagnosticado dos años antes. Tenía 52 años. El funeral siguió el rito católico, ya que Diana Dors se había convertido al catolicismo en la primavera de 1973.

## Filmografía
- Dancing with Crime (1947)
- The Shop at Sly Corner (1947)
- Penny and the Pownall Case (1948)
- My Sister and I (1948)
- Here Come the Huggetts (1948)
- The Calendar (1948)
- Holiday Camp (1948)
- Oliver Twist (1948)
- Good Time Girl (1948)
- Vote for Huggett (1949)
- It's Not Cricket (1949)
- A Boy, a Girl and a Bike (1949)
- Diamond City (1949)
- Dance Hall (1950)
- Worm's Eye View (1951)
- Lady Godiva Rides Again (1951)
- My Wife's Lodger (1952)
- Is Your Honeymoon Really Necessary? (1952)
- The Last Page (también Man Bait, 1952)
- The Weak and the Wicked (1953)
- It's a Grand Life (1953)
- The Great Game (1953)
- The Saint's Girl Friday (1953)
- Value for Money (1955)
- Miss Tulip Stays the Night (1955)
- An Alligator Named Daisy (1955)
- A Kid for Two Farthings (El niño y el unicornio) (1955)
- As Long as They're Happy (1955)
- Yield to the Night (1956)
- The Love Specialist (1956)
- The Unholy Wife (1957)
- The Long Haul (1957)
- Tread Softly Stranger (1958)
- Passport to Shame (1958)
- I Married a Woman (1958)

- Scent of Mystery (1960)
- On the Double (Plan 402) (1961)
- King of the Roaring 20's - The Story of Arnold Rothstein (1961)
- Mrs. Gibbons' Boys (1962)
- West 11 (1963)
- Bikini Baby (1963)
- Allez France! (1964)
- The Counterfeit Constable (1964)
- The Sandwich Man (1966)
- Baby Love (Piel joven) (1968)
- Berserk! (El circo del crimen) (1968)
- Danger Route (1968)
- Hammerhead (Tráfico ilegal) (1968)
- Queenie's Castle (1970-1972)
- There's a Girl in My Soup (Hay una chica en mi sopa) (1970)
- Deep End (1971)
- Hannie Caulder (1971)
- Nothing But the Night (1972)
- Every Afternoon (1972)
- The Amazing Mr. Blunden (1972)
- Swedish Wildcats (1972)
- The Pied Piper (1972)
- All Our Saturdays (1973)
- Steptoe and Son Ride Again (1973)
- From Beyond the Grave (1973)
- Craze (1973)
- Theatre of Blood (1973)
- Three for All (1974)
- The Amorous Milkman (1974)
- Bedtime with Rosie (1975)
- A Man with a Maid (1975)
- Adventures of a Taxi Driver (1976)
- Keep It Up Downstairs (1976)
- Adventures of a Private Eye (1977)
- Confessions from the David Galaxy Affair (1979)
- Steaming (1985)

## Papeles para televisión
| Año         | Título                                           | Papel            |
| ----------- | ------------------------------------------------ | ---------------- |
| 1970 a 1972 | Queenie's Castle                                 | Queenie Shepherd |
| 1973        | All Our Saturdays                                | Di Dorkins       |
| 1977-8      | Just William                                     | Mrs Bott         |
| 1978        | The Sweeney                                      | Lily Rix         |
| 1980        | Hammer Productions: Children Of The Full Moon    | Mrs Ardoy        |
| 1980        | The Two Ronnies: The Worm That Turned            | Comandante       |
| 1981        | Video musical Adam and the Ants: Prince Charming | Hada Madrina     |